# Martin Waschul
Martin Waschul (* 2. August 1988 in Demmin) ist ein ehemaliger deutscher Handballspieler. Er spielte elf Jahre auf der Position Rückraum links in der 2. Handball-Bundesliga für den VfL Lübeck-Schwartau.

## Karriere
Waschul begann mit dem Handball beim SV Fortuna ’50 Neubrandenburg. Er wurde an der Sportschule Neubrandenburg gefördert. Mit Empor Rostock sammelte er erste Erfahrung in der 2. Bundesliga. Dort führte ihn sein Weg über Bernburg nach Wilhelmshaven. Er hat sich im Laufe der Zeit von einem Torjäger zu einem kompromisslosen Abwehrspezialisten entwickelt. Zur Saison 2012/13 wechselte Waschul zum Zweitligisten VfL Bad Schwartau (seit 2017 VfL Lübeck-Schwartau). Nach der Saison 2022/23 beendete er seine Karriere. Für den VfL erzielte er insgesamt 215 Treffer in 331 Spielen. Im Juli 2023 nahm Waschul nochmals mit dem australischen Verein Sydney University Handball Club an der Ozeanien-Meisterschaft teil, bei der er die Bronzemedaille gewann.
Größter sportlicher Erfolg: Teilnahme am Finale der Deutschen Meisterschaft in der B-Jugend (zusammen mit Uwe Kalski).

## Sonstiges
Waschul ist mit der ehemaligen Handballspielerin Josephine Techert verheiratet. Er wurde beruflich bei den Stadtwerken Lübeck tätig.